# Starr School
Starr School is een plaats (census-designated place) in de Amerikaanse staat Montana, en valt bestuurlijk gezien onder Glacier County.

## Demografie
Bij de volkstelling in 2000 werd het aantal inwoners vastgesteld op 248.

## Geografie
Volgens het United States Census Bureau beslaat de plaats een oppervlakte van
10,6 km², geheel bestaande uit land. Starr School ligt op ongeveer 1428 m boven zeeniveau.

## Plaatsen in de nabije omgeving
De onderstaande figuur toont nabijgelegen plaatsen in een straal van 36 km rond Starr School.